# Municipio de Butterfield (Arkansas)
El municipio de Butterfield (en inglés: Butterfield Township) es un municipio ubicado en el condado de Hot Spring en el estado estadounidense de Arkansas. En el año 2010 tenía una población de 1494 habitantes y una densidad poblacional de 39,87 personas por km².

## Geografía
El municipio de Butterfield se encuentra ubicado en las coordenadas 34°25′18″N 92°47′57″O / 34.42167, -92.79917. Según la Oficina del Censo de los Estados Unidos, el municipio tiene una superficie total de 37.47 km², de la cual 37,36 km² corresponden a tierra firme y (0,3 %) 0,11 km² es agua.

## Demografía
Según el censo de 2010, había 1494 personas residiendo en el municipio de Butterfield. La densidad de población era de 39,87 hab./km². De los 1494 habitantes, el municipio de Butterfield estaba compuesto por el 96,45 % blancos, el 0,87 % eran afroamericanos, el 0,67 % eran amerindios, el 0,07 % eran asiáticos, el 0,8 % eran de otras razas y el 1,14 % eran de una mezcla de razas. Del total de la población el 2,95 % eran hispanos o latinos de cualquier raza.